# Toni Mörwald

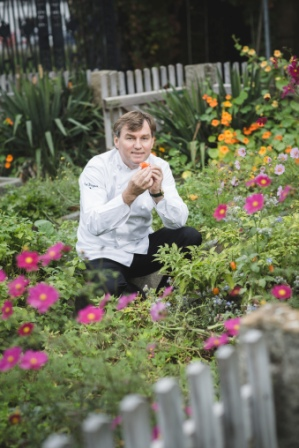
Toni Mörwald im heimischen Garten, 2014

Toni Mörwald (* 13. März 1967 in Krems an der Donau, Niederösterreich) ist ein österreichischer Koch, Unternehmer und Kochbuchautor. 

## Leben
Mörwalds Eltern waren als Weinbauern und Landwirte tätig, bevor sie ein Gasthaus in Feuersbrunn übernahmen. Nach dem Besuch der Fremdenverkehrsschule in St. Pölten und der Hotelfachschule in Krems arbeitete Mörwald in Frankreich, Deutschland, Amerika und Spanien, bevor er nach Österreich zurückkehrte. Er arbeitete bei Reinhard Gerer und stieg in dessen Restaurant zum Sous-Chef auf. Im Alter von 22 Jahren kehrte er in das Gasthaus seiner Eltern zurück und erkochte sich dort eine Haube im Gault Millau. In seinem Stammhaus Relais & Chateaux Mörwald Hotel am Wagram in Feuersbrunn am Wagram hat der 3 Haubenkoch sein Institut für Ess- & Trinkkultur mit Kochakademie mit einem Design & Luxushotel.
1994 übernahm Mörwald das nahegelegene Restaurant in Schloss Grafenegg samt Schlossstube, Bar und Schlossterrasse, ein Jahr später das Hotel Schloss Grafenegg sowie das Catering im Schloss Grafenegg. Im Jahr 1999 wurde das Hotel „Villa Katharina“ eröffnet. 2010 kreierte er für McDonald’s Österreich fünf Burger. Im selben Jahr fand außerdem eine Zusammenarbeit mit der Restaurantkette Nordsee statt. Toni Mörwald wurde International in die Liste der Grand Chefs aufgenommen und ist auch international tätig. Mörwald besitzt 6 Restaurants und 3 Hotels 1 Kochschule sowie ein Gourmet Service Catering Unternehmen und hat bereits mehrere Kochbücher veröffentlicht. 2003 eröffnete das Toni Mörwald Palazzo in Wien, seit 2018 auch das Toni Mörwald Palazzo in Graz.
Toni Mörwald ist verheiratet mit Eva Mörwald und Vater dreier Töchter.

## Veröffentlichungen (Auswahl)
- 2003: Süße Küche
- 2004: Toni Mörwald. Mein Kochbuch
- 2004: Das Besser Kochen Kochbuch (mit Christian Domschitz)
- 2006: Die Schnelle Küche
- 2008: Die Wildküche
- 2009: Austro Tapas (mit Jörg Wörther und Christoph Wagner)
- 2009: Sterneküche - Haute Cuisine - Star Awarded Kitchen
- 2010: Süße Fische (mit Herbert Hacker und David Ruehm)
- 2010: Austro Pasta - das neue Kochbuch von Toni Mörwald
- 2011: Austro Grill (mit Jörg Wörther und Renate Wagner-Wittula, Fotos von Michael Eckstein)
- 2011: Gemüse

## Auszeichnungen
- 2004: Gastronom des Jahres
- 2004: Wirt des Jahres
- 2006: Internationale Auszeichnung durch Aufnahme in die Liste der Grande Chef de Cuisine Europe
- 2007: Euro-Toques: Chef Ernennung
- 2008: Bocuse d´Or Präsident d´Autrichiene
- 2010: Übernahme der Präsidentschaft von Bocuse d´Or Autriche
- 2011: Kochbuch Süße Fische erhielt die Silbermedaille im Rahmen des Literaturpreises HGH Schweiz
- 2016: EY Entrepreneur Of The Year 2016 Dienstleistung
- 2017: Golden Kugel von Casinos Austria & Gault Millau
- 2023: swiss gourmetbook award in der Kategorie Küchenchefkochbuch in Gold für 365 Rezepte für jeden Tag[1]